# Усолкин, Валерий Павлович
Вале́рий Па́влович Усо́лкин (26 февраля 1943, Серга, Пермская область, СССР — 2006, Тольятти) — советский спортсмен, чемпион СССР и призёр чемпионата Европы по гонкам на моторных лодках.

## Биография
В конце 1960-х переехал в Тольятти. Работал на сборочно-кузовном производстве на АвтоВАЗе.
Выступал на катамаране собственного изготовления. Путём длительной и тщательной доводки ему удалось в значительной степени избавиться от недостатков, присущих гоночным лодкам с данным корпусом. Его катамаран обладал крутой циркуляцией и сохранял устойчивость как при движении по ветру, так и против ветра. Чертежи катамарана были опубликованы в советском журнале «Катера и яхты», однако с указанием, что катамаран проявит свои качества при условии не превышения веса лодки в 45 кг и веса спортсмена равного 55-60 кг. Это отмечал и сам Усолкин, говоривший, что его весьма небольшой вес давал некоторое преимущество в гонках лодок с мотором небольшой мощности. Сначала использовался лодочный мотор Нептун-23, затем Усолкин перешёл на Привет-25.
Сын также занимался водно-моторным спортом, в 1982 году он победил в юношеских соревнованиях на кубок СССР в классе SB

## Достижения
На XXIV чемпионате СССР по водно-моторному спорту, проходившем в 1977 году в Грозном, на Чернореченском водохранилище Усолкин стал победителем в серии гонок 4 × 5 миль в классе SB-350, набрав равное количество очков с А. Щербининым (625), но опередив соперника в сравнении скоростей (59,975 км/ч против 59,727 км/ч). В личной 10-мильной гонке Усолкину финишировать не удалось, продольные лонжероны тоннеля отошли от днища его катамарана, и тот наполнился водой.
В 1978 году в серии гонок 4 × 5 миль ситуация повторилась. Усолкин вновь набрал равное количество очков (1100) с основным соперником, которым на этот раз стал мастер спорта А. Берницын из Ленинграда. И вновь скорость катамарана Усолкина была выше (62,9 против 62,6 км/ч), таким образом он сохранил звание чемпиона страны. Как и годом ранее, в 10-мильной гонке спортсмену финишировать не удалось.
В 1979 году на чемпионате СССР в Воронеже Валерий Усолкин завоевал сразу две золотые медали. На следующий год на чемпионате в Грозном Усолкин стал серебряным призёром в серии и десятимильной гонке
В 1981 году впервые принял участие в международных соревнованиях, выступив на чемпионате Европы в Стокгольме в составе сборной СССР. Неудачно начал соревнования, в первом заезде долго не заводился мотор, во втором лодка оказалась не готова к сильному ветру на акватории. На следующий день, отладив лодку, Усолкин уверенно выиграл оба заезда, набрав по сумме трёх лучших этапов 927 очков (два первых и одно пятое место) и завоевал серебряную медаль, лишь немного уступив ставшему чемпионом норвежцу Роджеру Эйнхогу (два первых и одно четвёртое место — 969 очков).
В том же году он стал чемпионом СССР в серии 4×5 миль и в гонках на 10 миль выиграв два заезда на соревнованиях в Грозном и на соревнованиях в Тернополе три заезда из четырёх, а также 10-мильную гонку.
Через год, в 1982 году, Валерий Усолкин вновь принял участие в чемпионате Европы, который проходил в Выборге. В ходе соревнований дважды он был дисквалифицирован за фальстарт, но даже по итогам всего двух пошедших в итоговый зачёт заездов набранных им очков хватило, чтобы занять третье место. В Кубке СССР он стал вторым и в серии, и в 10-мильной гонке.
В 1983 году Валерий Усолкин стал победителем VIII Спартакиады водномоторников, развив скорость 75 км/ч
В 1984 году на чемпионате СССР Усолкин стал вторым в серии гонок 4×5 миль и третьим в 10-мильной гонке.
В 1985 году Усолкин стал победителем Кубка СССР в соревнованиях, проходивших на озере Севан
В 1987 году Валерий Усолкин стал бронзовым призёром Кубка СССР в классе SBN-350 в гонках 3×5 миль.
Мастер спорта СССР международного класса.